# Paul Hall (piłkarz)
Paul Anthony Hall (ur. 3 lipca 1972 w Nottingham) – jamajski piłkarz grający na pozycji napastnika.

## Kariera klubowa
Urodził się w Wielkiej Brytanii w rodzinie pochodzenia jamajskiego. Karierę piłkarską rozpoczął w klubie Torquay United. W 1990 roku zadebiutował w rozgrywkach Fourth Division i rok później awansował dzięki play-off’om do Third Division. W Torquay Paul grał do 1993 roku i wtedy też został zawodnikiem Portsmouth F.C., do którego został sprzedany w marcu za 70 tysięcy funtów. 17 sierpnia zadebiutował w lidze w przegranym 1:2 wyjazdowym spotkaniu z Charltonem Athletic. W zespole z Fratton Park Hall występował do końca sezonu 1997/1998 rywalizując na boiskach Division One.
W sierpniu 1998 roku Hall został zawodnikiem grającego w Premiership, Coventry City. W zespole prowadzonym przez Gordona Strachana nie wywalczył jednak miejsca w podstawowym składzie. Do 2000 roku bywał czterokrotnie wypożyczany: najpierw do Bury F.C., a następnie do Sheffield United, West Bromwich Albion oraz Walsall F.C., do którego w marcu 2000 trafił na zasadzie wolnego transferu. W Walsall miał pewne miejsce w składzie i grał do 2001 roku.
Latem 2001 Hall odszedł z zespołu i w październiku trafił za darmo do Rushden & Diamonds F.C. i przez 3 lata rozegrał dla tego klubu ponad 100 spotkań. W 2004 roku zmienił barwy klubowe, gdyż zespół przechodził kłopoty finansowe. Trafił do Tranmere Rovers, w którym grał do 2005 roku. Następnie został piłkarzem Chesterfield F.C., którego był najlepszym strzelcem, a w 2007 roku wrócił do Walsall. W styczniu 2008 został na pół roku wypożyczony do Wrexham A.F.C. Gdy powrócił z wypożyczenia przeszedł do walijskiego Newport County.

## Kariera reprezentacyjna
W reprezentacji Jamajki Hall zadebiutował w 1997 roku, kiedy zdecydował się reprezentować kraj swoich przodków. W 1998 roku został powołany przez selekcjonera René Simõesa do kadry na Mistrzostwa Świata we Francji. Tam zagrał we wszystkich trzech spotkaniach: przegranych 1:3 z Chorwacją i 0:5 z Argentyną oraz wygranym 2:1 z Japonią. Ostatni mecz w „Reggae Boyz” rozegrał w 2002 roku. Łącznie w kadrze Jamajki wystąpił 41 razy i zdobył 13 goli.